# Харрасов, Шайхий Фаткуллович
Шайхий Фаткуллович Харрасов (1898 — ?) — советский государственный деятель, Народный комиссар внутренних дел Башкирской АССР (1929—1930).

## Биография
В 1919—1921 годах трудился на Троицко-Орской железной дороге. В 1922—1924 годах был инспектором Народного комиссариата труда Башкирской АССР. С 1926 по 1928 год работал заведующим Уфимской биржей труда.
С 1928 по 1 апреля 1929 года занимал пост заместителя председателя Совета народных комиссаров Башкирской АССР.
Затем, с 1 апреля 1929 по 14 августа 1930 года — Народный комиссар внутренних дел Башкирской АССР.
Дальнейшая судьба неизвестна.